# Liste der Naturdenkmale in Walshausen
Die Liste der Naturdenkmale in Walshausen nennt die im Gemeindegebiet von Walshausen ausgewiesenen Naturdenkmale (Stand 23. Mai 2024).

## Naturdenkmale
| Nr.         | Bezeichnung     | Lage                                               | Beschreibung               | Bild                                    |
| ----------- | --------------- | -------------------------------------------------- | -------------------------- | --------------------------------------- |
| ND-7340-293 | Rotbuche        | nordwestlich des Ortes; Flur Förstel Lage          | Fagus sylvatica            | Direkt Bild zu diesem Denkmal hochladen |
| ND-7340-323 | Feldahorngruppe | nördlich des Ortes; Flur Oben an der Lehmkaut Lage | Acer campestre, acht Bäume | Direkt Bild zu diesem Denkmal hochladen |